# 7401 Toynbee
7401 Toynbee este un asteroid din centura principală, descoperit pe 21 august 1987, de Eric Elst.